# Knox megye (Missouri)
Knox megye az Amerikai Egyesült Államokban, azon belül Missouri államban található. Megyeszékhelye és legnagyobb városa Edina. Lakosainak száma 3744 fő (2020. április 1.). Knox megye Scotland, Shelby, Clark, Lewis, Adair és Macon megyékkel határos.

## Népesség
A megye népességének változása:
| Lakosok száma | 4125 | 4109 | 4082 | 4067 | 3910 | 3744 |
|               | 2010 | 2011 | 2012 | 2013 | 2015 | 2020 |